# Christian Reitz
Pour les articles homonymes, voir Reitz.
 (mai 2019).
Si vous disposez d'ouvrages ou d'articles de référence ou si vous connaissez des sites web de qualité traitant du thème abordé ici, merci de compléter l'article en donnant les références utiles à sa vérifiabilité et en les liant à la section « Notes et références ».
Christian Reitz (né le 29 avril 1987 à Löbau, en Allemagne) est un tireur sportif au pistolet de nationalité allemande.

## Carrière
En 2005, il a échoué contre son coéquipier Philipp Wagenitz aux Championnats d'Europe Juniors ; mais a tout de même terminé sa carrière Juniors en remportant les Championnats du Monde ISSF en 2006 et les Championnats d'Europe en 2007. 
Dans sa première année Seniors, Reitz a beaucoup progressé, gagnant deux compétitions de Coupe du Monde et décrocha un nouveau record du Monde en battant celui de Schumann de 4 points (le record est passé de 790 / 800 à 794 / 800).
À la Coupe du Monde de Milan en mai 2008, Christian Reitz s'est réellement imposé en battant son coéquipier allemand, le célèbre Ralf Schumann, et bat le record du monde de ce dernier en même temps. Il gagne la médaille d'or, sa troisième médaille en Coupe du Monde, alors qu'il n'a que 21 ans. 
Aux Jeux olympiques de Pékin 2008, il a remporté une médaille de bronze en 25 m pistolet rapide, juste derrière Schumann et Oleksandr Petriv.
Aux Jeux olympiques de Rio, il remporte la médaille d'or lors de l'épreuve du 25 m pistolet rapide, devant le Français Jean Quiquampoix et le Chinois Li Yuehong.
Il est médaillé de bronze de l'épreuve par équipe mixte de pistolet à 10 m aux Jeux européens de 2019 à Minsk avec sa femme Sandra Reitz.
Il est médaillé d'or de l'épreuve par équipe hommes de pistolet à 10 m et médaillé d'argent de l'épreuve du 25 m pistolet rapide aux Jeux européens de 2023 à Cracovie avec Michael Schwald et Robin Welter.